# C 표준 라이브러리
C 표준 라이브러리(C standard library)는 C 언어를 위한 표준 라이브러리로서, ANSI C 표준에 의해 명시되었다. 이것은 상위 집합인 C POSIX 라이브러리와 동시에 개발되었다. ANSI C가 국제 표준화 기구에 의해서 채택됨에 따라, C 표준 라이브러리는 또한 ISO C library로도 불린다.
C 표준 라이브러리는 매크로, 타입 정의 그리고 문자열 처리나 수학적 연산, 입출력 프로세스, 메모리 할당과 다른 운영 체제 서비스 같은 작업을 위한 함수들을 제공한다.

## 애플리케이션 프로그래밍 인터페이스 (API)

### 헤더 파일들
C 표준 라이브러리의 API는 많은 헤더 파일들에 정의되어 있다. 각 헤더 파일은 하나 이상의 함수 정의와 데이터 타입 정의 그리고 매크로들을 포함한다.
| 이름            | 표준 | 상세 |
| --------------- | ---- | --- |
| <assert.h>      |      | assert 매크로를 포함하며, 이것은 프로그램의 디버깅 버전들에서 논리 오류들과 버그들의 다른 타입들을 탐지하는 것을 돕는데 사용된다. |
| <complex.h>     | C99  | 복소수를 조작하는데 사용되는 함수들의 집합.                                                                                       |
| <ctype.h>       |      | 그들의 타입에 따라 문자들을 분류하거나 대소문자를 전환하는데 사용되는 함수들의 집합을 정의한다.                                   |
| <errno.h>       |      | 라이브러리 함수들에 의해 리포트되는 오류 코드들을 테스팅할 때 사용된다.                                                           |
| <fenv.h>        | C99  | 부동소수점 환경을 제어하는데 사용되는 함수들의 집합을 정의한다.                                                                   |
| <float.h>       |      | 부동소수점 라이브러리의 구현된 속성을 명시하는 매크로 상수를 정의한다.                                                            |
| <inttypes.h>    | C99  | 정확한 정수형을 정의한다. |
| <iso646.h>      | NA1  | 여러 표준 토큰들을 표현하기 위한 대체 방식들을 구현하는 여러 매크로들을 정의한다.                                                 |
| <limits.h>      |      | 정수형 타입의 구현된 속성을 명시하는 매크로 상수를 정의한다.                                                                      |
| <locale.h>      |      | 지역화 함수 정의 |
| <math.h>        |      | 일반적인 수학 함수 정의 |
| <setjmp.h>      |      | setjmp 와 longjmp 매크로를 선언한다.                                                                                              |
| <signal.h>      |      | 시그널 핸들링 함수를 정의한다. |
| <stdalign.h>    | C11  | 객체들의 얼라인먼트를 질의하고 명시하기 위한.                                                                                     |
| <stdarg.h>      |      | 함수에 전달되는 인자들에 접근하기 위한.                                                                                           |
| <stdatomic.h>   | C11  | 스레드 사이에서 공유되는 데이터의 원자적 동작을 위한.                                                                             |
| <stdbool.h>     | C99  | 불린 데이터 형 정의 |
| <stddef.h>      |      | 여러 유용한 타입과 매크로 정의.                                                                                                   |
| <stdint.h>      | C99  | 정확한 정수형을 정의. |
| <stdio.h>       |      | 핵심 입력과 출력 함수들을 정의한다.                                                                                               |
| <stdlib.h>      |      | 숫자 변환 함수들, 슈도 랜덤 숫자 생성 함수들, 메모리 할당, 프로세스 제어 함수들을 정의한다.                                       |
| <stdnoreturn.h> | C11  | 반환하지 않는 함수들을 명시하기 위한                                                                                              |
| <string.h>      |      | 문자열 처리 함수들을 정의한다. |
| <tgmath.h>      | C99  | 포괄형 수학 함수들을 정의한다. |
| <threads.h>     | C11  | 다중 스레드들과 뮤텍스 그리고 제어 변수들을 관리하는 함수들을 정의한다.                                                           |
| <time.h>        |      | 데이터와 시간 처리 함수들을 정의한다.                                                                                             |
| <uchar.h>       | C11  | 유니코드 문자들과 이것을 조작하는 함수들                                                                                          |
| <wchar.h>       | NA1  | wide 문자열 처리 함수들을 정의한다.                                                                                               |
| <wctype.h>      | NA1  | 그들의 형에 따라 wide 문자들을 분류하거나 대소문자를 전환하는데 사용되는 함수들의 집합.                                           |

세 헤더 파일들의(complex.h, stdatomic.h, threads.h) 구현은 필수는 아니다.
POSIX 표준은 유닉스를 위한 기능을 위해 여러 표준이 아닌 C 헤더들을 추가하였다. 예를 들면 unistd.h 그리고 signal.h가 있다.

### 문서화
유닉스 계열 시스템들에서 실제 구현된 API의 권위 있는 문서화는 man page의 형태로 제공된다.

## 구현
유닉스 계열 시스템들은 일반적으로 공유 라이브러리 형태로 C 라이브러리를 가지지만, 헤더 파일들이 설치 시에 존재하지 않아서 C 개발이 불가능할 수도 있다. C 라이브러리는 유닉스 계열 운영 체제에서 한 부분으로 여겨진다. ISO C 표준을 포함한 C 함수들은 프로그램들에서 널리 사용되지만, 운영 체제 인터페이스의 한 부분이다. 유닉스 계열 시스템들은 일반적으로 C 라이브러리가 제거되면 동작할 수 없다.
마이크로소프트 윈도우에서, 핵심 시스템 동적 라이브러리들은 C 표준 라이브러리의 구현을 제공한다. C 로 쓰여진 컴파일된 애플리케이션들은 C 라이브러리와 정적으로 링크되거나 딸려온 라이브러리와 동적으로 링크된다. 컴파일러의 C 라이브러리에 존재하는 함수들은 마이크로소프트 윈도우와의 인터페이스로 여겨지지 않는다.
운영 체제와 C 컴파일러에서 제공되는 많은 구현들이 존재한다. 몇몇 유명한 구현들은 다음과 같다.
- BSD libc, BSD 운영 체제 하에 배포되는 구현.
- GNU C 라이브러리 (glibc), 리눅스, GNU 허드 그리고 GNU/kFreeBSD에서 사용된다.
- 마이크로소프트 C 런타임 라이브러리, 비주얼 C++의 한 부분

### 컴파일러 빌트인 함수들
몇몇 컴파일러들은(예를 들면 GCC) C 표준 라이브러리에서 많은 함수들의 빌트인 버전들을 제공한다; 즉, 함수들의 구현들은 컴파일된 목적 파일로 쓰여지며 프로그램은 C 라이브러리 공유 목적 파일에 있는 함수들 대신 빌트인 버전들을 호출한다. 이것은 특히 만약 함수 호출들이 인라인 형태로 대체된다면 함수 호출 오버헤드를 감소시키며, 최적화의 다른 형태(컴파일러가 빌트인 형태의 제어 흐름 특징을 알 때)를 허용하지만 디버깅 시에 혼란을 야기할 수 있다. (예를 들면 빌트인 버전들은 인스트루멘트된 형태로 대체될 수 없다)
그러나 빌트인 함수들은 반드시 ISO C에 따라 기본 함수들처럼 행동해야 한다. 중요한 것은 프로그램이 반드시 이러한 함수들을 가리키는 포인터를 주소를 사용해서 생성할 수 있어야 하고, 이 포인터로 함수를 발생시킬 수 있어야 한다. 만약 같은 함수에 대한 두 포인터들이 프로그램에서 두 다른 변환 유닛으로 만들어진다면, 이러한 두 포인터들은 반드시 같아야 한다. 즉, 외부 링크를 갖는 함수의 이름을 리졸브해서 얻은 주소이다.

### 링킹, libm
리눅스 그리고 FreeBSD에서, 수학 함수들( math.h에 정의된)은 수학 라이브러리 libm에서 따로 묶어져야 한다. 만약 이것들 중 어느 것이 사용된다면, 링커는 반드시 지시자 -lm을 받아야 한다.

### 탐지
C 표준에 따르면, 만약 구현이 호스트된다면 매크로 __STDC_HOSTED__ 는  1 로 정의될 것이다. 호스트된 구현은 C 표준에 명시된 모든 헤더들을 갖는다. 구현은 또한 freestanding 일 수 있는데 이것은 이러한 헤더들이 존재하지 않는다는 의미이다. 만약 구현이 freestanding이라면, 이것은 __STDC_HOSTED__ 을 0으로 정의할 것이다.

## 개념, 문제 그리고 해결책

### 버퍼 오버플로우 취약점
C 표준 라이브러리에 있는 몇몇 함수들은 버퍼 오버플로우 취약점들과 채택 이후의 버그를 유발하는 프로그래밍을 조장하는 것으로 악명 높다. 가장 비판받는 항목은:
- 문자열 조작 루틴들 :  strcpy() 와 strcat()를 포함하며 경계 검사의 부족과 경계가 직접 검사되지 않았을 때의 버퍼 오버플로우 가능성이 있다;
- 일반적인 문자열 루틴들 : 부작용으로 인해서 무책임한 버퍼 사용을 부추기며, 항상 유효한 널 종료 출력과 선형 길이 계산을 보장하지는 않는다;[8]
- printf() 관련 루틴들 : 포맷 스트링이 주어진 인자와 맞지 않았을 때 실행 스택을 망친다. 이러한 근본적인 결함은 많은 공격들을 만들어 낸다: 포맷 스트링 버그;
- gets() 와 scanf() 같은 입출력 루틴들 : 입력 길이 검사가 부족하다.

gets()를 사용한 극단적인 경우를 제외하고, 모든 보안 취약점들은 보조 코드가 메모리 관리, 경계 검사, 입력 검사 등을 수행하게 함으로써 피할 수 있다. 이것은 종종 표준 라이브러리 함수들을 사용하기 쉽고 안전하게 만들어 주는 래퍼의 형태를 통해 가능해 진다.
함수들에 경계 검사와 자동 버퍼 할당을 채택하는 것을 제안하기 위해 ISO C 윈원회는 기술 보고서 TR 24731-1를 발행하였고 TR 24731-2를 작성중에 있다. 전자는 많은 비판을 받았지만, 후자는 비판과 칭찬을 모두 받았다. 그럼에도 불구하고 TR 24731-1는 마이크로소프트의 C 표준 라이브러리에 구현되었으며, 이것의 컴파일러는 오래된 불안정한 함수들을 사용할 때 경고를 발생시킨다.

### 쓰레딩 문제, 경쟁 상태에 대한 취약점
mktemp() 과 strerror() 루틴들은 스레드 안전와 경쟁 상태에 대한 취약점 때문에 비판을 받았다.

### 오류 처리
C 표준 라이브러리에서 함수들의 오류 처리는 일관되지 않으며 가끔은 혼란스럽다. 이것은 리눅스 매뉴얼 페이지 math_error 에 잘 요약되어 있다:
```
 
glibc 하의 현재(버전 2.8) 상황은 엉망이다. 대부분의(모두는 아니지만) 함수들은 오류들에 대해 예외를 일으킨다. 몇몇은 또한 errno를 설정한다. 소수의 함수들은 errno를 설정하지만, 예외를 일으키지는 않는다. 극히 소수의 함수들은 둘 모두 하지 않는다.
```

## 표준화
다른 언어들과 달리, 원본 C 언어는 입출력 동작 같은 빌트인 함수들을 제공하지 않았다. 시간이 지나면서 C의 사용자 커뮤니티들은 생각을 공유하고 현재 C 표준 라이브러리라고 불리는 것을 구현하였다. 이러한 아이디어들 중 많은 수가 결국 표준 C 언어의 정의에 포함되었다.
유닉스와 C는 모두 벨 연구소에서 1960년대에에서 1970년대에 만들어졌다. 1970년대 동안 C 언어는 점점 유명해 졌다. 많은 대학교들과 단체들이 자신의 프로젝트를 위해 이 언어를 자신만의 형태로 만들었다. 1980년대의 시작에 이것들 간에 호환 문제가 발생하였다. 1983년 미국 국립 표준 협회(ANSI)는 위원회를 구성해서 C의 표준 명세를 확립하였고 이것은 ANSI C로 불린다. 이 작업은 1989년 C89라고 불리는 것이 만들어짐으로써 끝이나게 된다.

### POSIX 표준 라이브러리
POSIX, 또는 SUS는 기본 C 표준 라이브러리에서 사용 가능한 많은 수의 루틴들을 명시하였다. POSIX 명세는 멀티 스레드, 네트워킹 그리고 정규 표현식에 대한 헤더 파일들을 포함한다. 이러한 것들은 종종 C 표준 라이브러리 기능들과 동시에 구현되었다. 예를 들면 glibc는 libc.so 내의 fork 같은 함수들을 구현하였다. 종종 POSIX 명세의 기능은 라이브러리의 한 부분으로 여겨질 수 있다; 기본 C 라이브러리는 ANSI 또는 ISO C 라이브러리로 식별된다.

### BSD libc
BSD libc는 POSIX 표준 라이브러리의 상위 집합으로서 FreeBSD, NetBSD, OpenBSD 그리고 OS X 같은 BSD 운영 체제에서 사용된다. 이것은 1994년 릴리즈된 4.4BSD에서 처음 선보여졌다. BSD libc는 원본 표준에서 정의되지 않은 몇몇 확장들을 갖는다. BSD libc의 확장들 중 몇몇은 다음과 같다:
- sys/tree.h –.[14]
- sys/queue.h –.[15]
- fgetln() – stdio.h에 정의되었다. 이것은 파일을 라인 단위로 읽을 때 사용된다.[16]
- fts.h – 파일 계층을 순회하기 위한 함수들을 포함한다.[17]
- db.h – 버클리 DB에 연결하기 위한 함수들.[18]
- strlcat() 와 strlcpy() – strncat() 와 strncpy()의 안전한 대체[19]
- err.h – 정형화된 오류 메시지들을 출력하는 함수들을 포함한다.[20]
- vis.h – vis() 함수를 포함한다. 이 함수는 비주얼 포맷에서 출력할 수 없는 문자들을 표시하는데 사용된다.[21]

## 다른 언어들에서의 C 표준 라이브러리
몇몇 언어들은 자신의 라이브러리에 표준 C 라이브러리의 기능을 포함한다. 라이브러리는 그 언어의 구조에 어울리게 해서 채택되지만, 동작 의미는 비슷하게 된다. 예를 들면 C++ 언어는 이름공간 std (예를 들면 std::printf, std::atoi, std::feof)에서 C 표준 라이브러리의 기능을 포함하는데, 헤더 파일도 C의 것과 비슷하다(cstdio, cmath, cstdlib, 등). 다른 언어들은 D와 비슷한 접근법을 갖는데 파이썬의 경우 C파이썬이 있다. 예를 들면 파이썬 2에서 빌트인 파일 객체들은 "C의 stdio 패키지를 사용해서 구현되었다"고 정의되어서, 사용 가능한 연산들(open, read, write 등)은 상응하는 C 함수들과 같은 동작을 한다고 기대할 수 있다.

## 다른 언어들의 표준 라이브러리들과의 비교
C 표준 라이브러리는 다른 언어들의 표준 라이브러리들과 비교했을 때 작다고 할 수 있다. C 라이브러리는 수학, 문자열 조작, 형 변환 그리고 파일과 콘솔 기반 입출력 함수들의 기본 집합을 제공한다. 이것은 C++ 표준 템플릿 라이브러리처럼 컨테이너 타입의 표준 집합을 포함하지 않는다. 이러한 작은 표준 라이브러리의 장점은 일할 ISO C 환경을 다른 언어들 보다 더 쉽게 제공한다는 것이며, 결과적으로 C를 새로운 플랫폼에 포팅하는 것이 상대적으로 쉽게 된다.

## 같이 보기
- C++ 표준 라이브러리

## 더 읽어보기
- Plauger, P. J. (1992). The Standard C library. Englewood Cliffs, N.J: Prentice Hall. ISBN 0-13-131509-9.